# Royal Anthropological Institute of Great Britain and Ireland

Le Royal Anthropological Institute of Great Britain and Ireland ou RAI (en français : Institut royal d'anthropologie de Grande-Bretagne et d'Irlande) est la plus ancienne société savante liée à l'étude de l'anthropologie de la planète.
Fondé en 1871, l'Institut est à l'avant-garde du développement et de la diffusion du savoir anthropologique. Son mandat comprend tous les domaines constitutifs de l'anthropologie, tels que l'anthropologie biologique, l'anthropologie évolutionniste, l'anthropologie sociale, l'anthropologie culturelle, l'anthropologie visuelle et l'anthropologie médicale, ainsi que les sous-spécialités de celles-ci et les intérêts partagés avec des disciplines voisines telles que la génétique humaine, l'archéologie et la linguistique. Elle cherche à combiner une tradition d’érudition avec des services aux anthropologues, y compris aux étudiants.
La RAI promeut la compréhension publique de l'anthropologie, ainsi que la contribution que l'anthropologie peut apporter aux affaires publiques et aux problématiques sociales. Elle inclut dans son public non seulement les anthropologues universitaires, mais aussi ceux ayant un intérêt général pour le sujet, ainsi que ceux formés en anthropologie qui travaillent dans d'autres domaines.

## Histoire
Les membres de l'institut sont les successeurs linéaires des membres fondateurs de la Société ethnologique de Londres, qui en février 1843 ont formé un groupe dissident de la Aborigines’ Protection Society, fondée en 1837. La nouvelle société devait être un centre et un dépôt pour la collecte et la systématisation de toutes les observations faites sur les races humaines.
Entre 1863 et 1870, il y avait deux organisations, la Société ethnologique et la Anthropological Society (en). L'Institut anthropologique de Grande-Bretagne et d'Irlande (1871) est le résultat d'une fusion entre ces deux organismes rivaux. L'autorisation d'ajouter le mot Royal est accordée en 1907.
Il existe plusieurs façons d'adhérer et plusieurs catégories d'affiliés, dont certaines (Fellow, Student Fellow) requièrent d'être élu par le Conseil de l'Institut, de préférence avec le parrainage par un Fellow, tandis que d'autres (Member) ne requièrent pas d'élection. Parmi ses membres, l'Institut compte non seulement des universitaires mais également toutes sortes de personnes intéressées par l'anthropologie et travaillant dans d'autres domaines.
Les Fellows peuvent utiliser les lettres post-nominales FRAI.

## Publications
L'Institut publie trois revues :
Journal of the Royal Anthropological Institute (en), anciennement Man, est une revue trimestrielle proposant des articles sur tous les aspects de l'anthropologie, ainsi que de la correspondance et une section de critiques de livres. Le Journal constitue un forum important pour l'anthropologie dans son ensemble, englobant l'anthropologie sociale, l'archéologie, l'anthropologie biologique et l'étude de la culture matérielle. Un (cinquième) numéro spécial est inauguré en 2006. Le numéro spécial paraît chaque année, est édité par un invité ou par un seul auteur et aborde différents thèmes de l'anthropologie d'année en année.
Anthropology Today (en) est une publication bimensuelle qui vise à fournir un forum pour l'application de l'analyse anthropologique à des questions publiques et d'actualité, tout en reflétant l'étendue des intérêts au sein de la discipline de l'anthropologie. Il s'engage à promouvoir le débat à l'interface entre l'anthropologie et les domaines de connaissances appliquées tels que l'éducation, la médecine et le développement ; ainsi que celui entre l'anthropologie et d'autres disciplines universitaires,.
Anthropological Index Online (en) est lancé en 1997. L'Index est un service bibliographique en ligne destiné aux chercheurs, enseignants et étudiants en anthropologie du monde entier. L'accès est gratuit pour les utilisateurs individuels ; les utilisateurs institutionnels (sauf ceux des pays en développement) paient un abonnement annuel. Les principales langues européennes et autres langues d'érudition sont couvertes et du nouveau matériel est ajouté en permanence,,.
The Indian Antiquary (en) est publié sous l'autorité du Conseil de l'Institut royal d'anthropologie de 1925 à 1932,.

## Collection
La RAI dispose d'une collection de référence et de recherche unique comprenant des photos, des films, des archives et des manuscrits,.
La photothèque comprend plus de 75 000 tirages historiques, négatifs, diapositives et autres images, les plus anciennes datant des années 1860. La photothèque illustre la grande diversité et la vitalité des cultures du monde ainsi que l'histoire de la création d'images photographiques elle-même,.
La RAI participe activement au développement de films et de vidéos ethnographiques, comme mode d'enquête anthropologique et comme ressource pédagogique. Il possède une vaste collection de vidéos, dont des copies sont disponibles à la vente à des fins éducatives et académiques. Les films peuvent être étudiés et visionnés sur place,.
Les archives et la collection de manuscrits s'étendent sur une période de plus de 150 ans, fournissant un témoignage historique unique sur la discipline et sur l'Institut lui-même. Une grande partie du matériel textuel et visuel inédit confié à la RAI au fil des années est conservé dans la collection de manuscrits, qui est conservée et cataloguée en permanence,.
La RAI entretient une association étroite avec la bibliothèque d'anthropologie du British Museum, qui intègre l'ancienne bibliothèque de la RAI offerte au musée en 1976. La bibliothèque est située au sein du Centre d'anthropologie du British Museum et constitue en fait la bibliothèque anthropologique nationale de Grande-Bretagne. Tous peuvent utiliser la bibliothèque sur place ; Les boursiers de la RAI peuvent emprunter des livres acquis par la RAI,.

## Prix
L'institut remet annuellement depuis plus de soixante-dix ans le prix Curl Essay Prize qui récompense le meilleur essai dans le domaine de l'anthropologie, ainsi que de nombreux autres prix, honneurs, et bourses,.

### Médaille commémorative Huxley
La Médaille commémorative et conférence Huxley est créée en 1900 à la mémoire de Thomas Henry Huxley pour identifier et reconnaître le travail de scientifiques, britanniques ou étrangers, distingués dans n'importe quel domaine de la recherche anthropologique. La plus haute distinction décernée par l'Institut royal d'anthropologie, elle est décernée chaque année au scrutin du conseil. Le destinataire donne une conférence qui est généralement publiée,.

### Médaille commémorative des rivières
La Médaille est fondée en 1923 par le Conseil de l'Institut à la mémoire de son défunt président, William Halse Rivers, à l'origine pour « le travail anthropologique sur le terrain ». Cependant, dans les années 1960, les règles ont été modifiées pour refléter le travail anthropologique dans un sens plus large. La médaille sera décernée pour un ensemble d'œuvres récentes publiées sur une période de cinq ans et qui apportent, dans leur ensemble, une contribution significative à l'anthropologie ou à l'archéologie sociale, physique ou culturelle. Parmi les médaillés se trouvent : 
- 1926 Edward Westermarck
- 1930 Bronislaw Malinowski
- 1934 Gertrude Caton-Thompson
- 1935 A. M. Hocart
- 1937 Edward Evan Evans-Pritchard
- 1939 Isaac Schapera
- 1940 Raymond Firth
- 1943 Beatrice Mary Blackwood
- 1945 J. Eric Thompson and Audrey I. Richards
- 1947 Meyer Fortes
- 1948 Verrier Elwin
- 1952 L. S. B. Leakey and Monica Wilson
- 1954 Max Gluckman
- 1961 Hilda Kuper
- 1965 Victor Turner
- 1970 Rodney Needham
- 1976 Andrew Strathern and Marilyn Strathern
- 1978 Phillip Tobias
- 1979 Colin Renfrew
- 1983 Maurice Bloch
- 1984 Alan Macfarlane
- 1986 John Blacking
- 1988 Alfred Gell
- 1989 Tim Ingold
- 1991 Dan Sperber
- 2002 Maurice Bloch
- 2004 Chris Stringer

## Événements
De temps en temps, la RAI organise des conférences, des ateliers et d'autres événements spéciaux sur des sujets d'actualité. Son International Festivals of Ethnographic Film, organisés tous les deux ans en partenariat avec des universités britanniques et d'autres hôtes, sont un élément reconnu du calendrier international du film ethnographique. Les compétitions pour les Prix du cinéma attirent des candidatures de cinéastes du monde entier.

## Présidents
Les présidents de la RAI étaient généralement élus pour un mandat de deux ans. Les plus notables sont : 
- 1871–72 John Lubbock, 1st Baron Avebury
- 1873–74 George Busk
- 1875–76 Augustus Pitt Rivers
- 1879–80 Edward Burnett Tylor
- 1881–82 Augustus Pitt Rivers
- 1883–84 William Henry Flower
- 1885–88 Francis Galton
- 1891–92 Edward Burnett Tylor
- 1893–94 Alexander Macalister
- 1898 Frederick William Rudler[21]
- 1901–02 Alfred Cort Haddon
- 1903–04 Henry Balfour
- 1905–06 William Gowland
- 1908–09 William Ridgeway
- 1913–16 Arthur Keith
- 1919–20 Everard im Thurn
- 1921–22 W. H. R. Rivers
- 1923–25 Charles Gabriel Seligman
- 1928–30 John Linton Myres
- 1931–33 Thomas Athol Joyce
- 1939–41 Alfred Reginald Radcliffe-Brown
- 1949–51 E. E. Evans-Pritchard
- 1959–61 Audrey Isabel Richards
- 1961–63 Isaac Schapera
- 1965–67 Meyer Fortes
- 1971–75 Edmund Ronald Leach
- 1975–77 Christoph von Fürer-Haimendorf
- 1991–94 Ernest Gellner

### Les journaux publiés par l'Institut
- Journal of the Royal Anthropological Institute
- Anthropology Today